# رافائل کالسادا
رافائل کالسادا (به اسپانیایی: Rafael Calzada) شهری در کشور آرژانتین، استان بوئنوس آیرس است که در سال ۲۰۰۹ میلادی، حدود ۵۶٬۴۱۹ نفر جمعیت داشته است.